# Autoserica iringana
Autoserica iringana är en skalbaggsart som beskrevs av Moser 1916. Autoserica iringana ingår i släktet Autoserica och familjen Melolonthidae. Inga underarter finns listade.